# Mannanaser
Mannanaser är enzym som bryter ner hemicellulosan glukomannan. De produceras bland annat av vedrötande svampar som vitrötesvampar. Mannanaser delas in i sidgruppsavspjälkande enzym och endomannanaser som bryter ner själva huvudkedjan. De används i tvättmedel för att bryta ner fläckar som består av mat som har lokusbönemannan som förtjockningsmedel.